# Þorfinnur Karlsefni

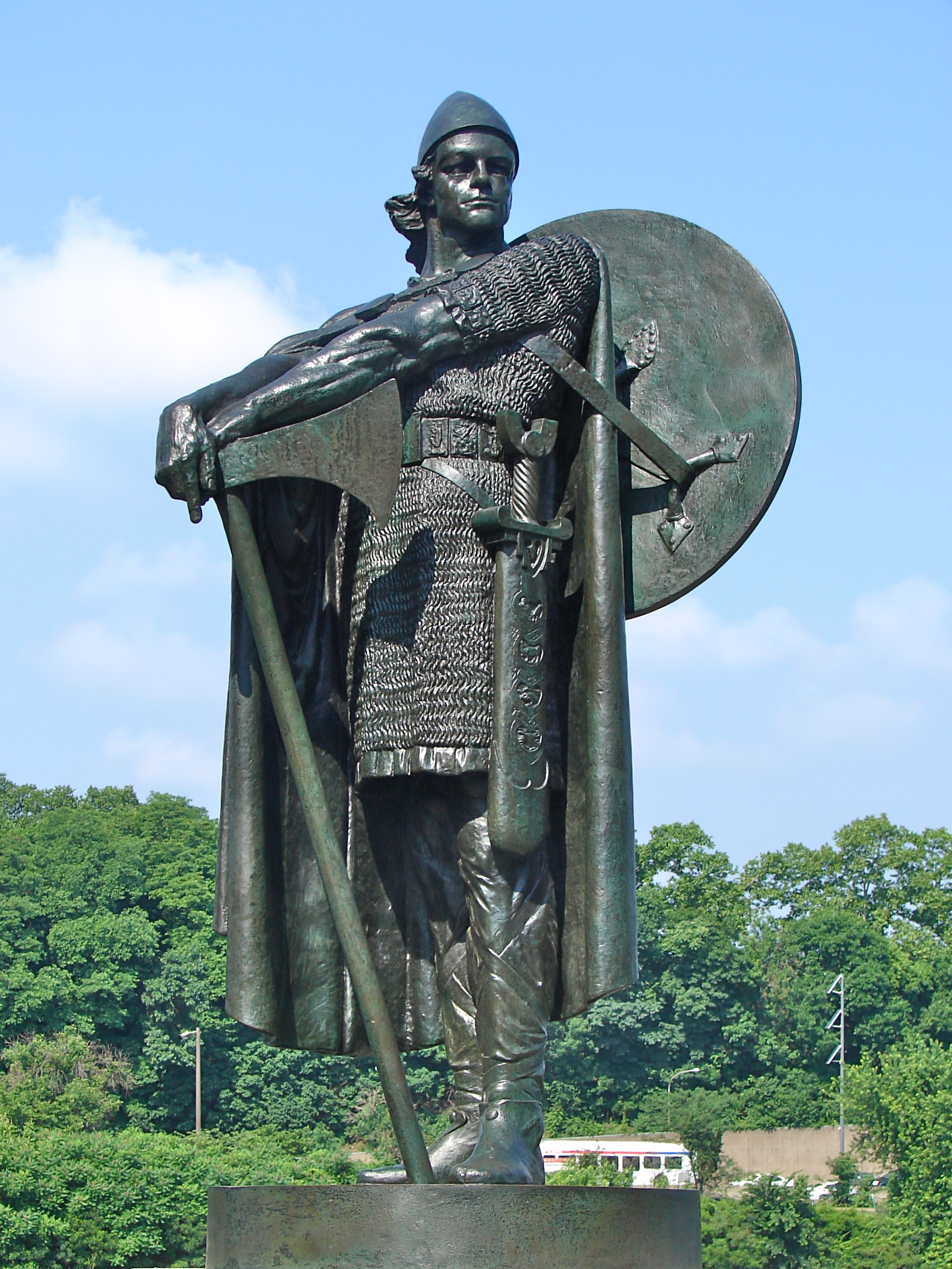
Standbeeld voor Þorfinnur Karlsefni

Þorfinnur Karlsefni (Thorfinn Karlsefni), was een IJslands ontdekkings- en handelsreiziger uit de vroege 11e eeuw.

## Groenland
Þorfinnur was naar Groenland gevaren om hier handel te drijven. Hij bracht in Groenland de winter door en trouwde er in 1002 met Guðríður Þorbjarnardóttir (Gudrid Thorbjarnardottir), de weduwe van Thorstein Eriksson. Rond 1009 leidde hij een expeditie met drie schepen en zo'n 160 kolonisten naar Amerika, door de Vikingen Vinland (Wijnland) genoemd.

## Amerika
Aangekomen in Amerika werd een kampement gebouwd aan een baai, die ze Þorfinnur Straumsfjord noemden. Waarschijnlijk bevond de Straumsfjord zich ergens op Newfoundland. Hier werd die eerste zomer hun zoon Snorri Þorfinnsson geboren, de eerste Europeaan die in Amerika werd geboren. Na een barre winter trokken de Vikingen in het daaropvolgende voorjaar verder naar het zuiden. Bij de monding van een rivier stichtten ze een permanente nederzetting, die Hóp werd genoemd. Het jaar daarop begonnen ze handel te drijven met de inheemse Indianen, door de Vikingen Skraelingen genoemd. Dit ging een tijdje goed, maar uiteindelijk werden de Vikingen door de Indianen aangevallen. Þorfinnur en zijn mannen sloegen op de vlucht, maar Freydís Eiríksdóttir schold de mannen voor lafaards uit, nam het zwaard van een gedode landgenoot en schreeuwde een oorlogskreet. De Indianen waren zo onder de indruk van deze blonde Vikingvrouw, dat ze op de vlucht sloegen. Omdat Þorfinnur geen oorlog met de Indianen wilde, besloot hij weer terug te keren naar de Straumsfjord, en uiteindelijk keerden allen terug naar Groenland.

## Trivia
- De IJslandse beeldhouwer Einar Jónsson maakte begin 20e eeuw een standbeeld van Þorfinnur Karlsefni, dat nog steeds in Philadelphia staat.